# Julio Velasco

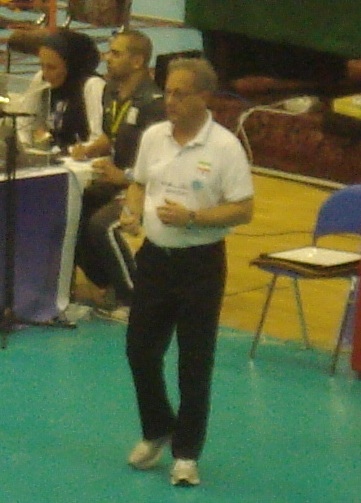

Julio Velasco (* 9. Februar 1952 in La Plata, Argentinien) ist ein argentinischer Volleyballtrainer, der 2024 in Paris die olympische Goldmedaille mit der italienische Volleyballnationalmannschaft der Frauen gewann.

## Leben
Julio Velasco begann im Alter von 15 Jahren Volleyball zu spielen. Mit dem Jugendteam des La Plata University Club Teams gewann er 1969 und 1970 die Jugend-Club-Meisterschaft und wurde zum besten Jugendspieler des Jahres gewählt.

## Trainerkarriere
Velasco trainierte die Italienische Volleyballnationalmannschaft der Männer von 1989 bis 1996. Unter ihm gewann sie Silber bei den Olympischen Spielen 1996, zwei Weltmeisterschaften (1990 und 1994), drei Europameisterschaften (1989, 1993 und 1995), einen World Cup (1995) und fünf Weltliga-Titel (1990, 1991, 1992, 1994 und 1995). Von 1997 bis 1998 trainierte er die Italienische Volleyballnationalmannschaft der Frauen. Danach trainierte er diverse Vereine und Nationalmannschaften im Damen- und Herrenbereich.
2024 wurde Velasco für die Olympischen Spiele zum Trainer der italienischen Frauenvolleyballnationalmannschaft berufen und führte das Team um Paola Egonu zur Turniergewinn. Es war die erste Goldmedaille einer italienischen Volleyballnationalmannschaft überhaupt.
2003 wurde Velasco in die „Volleyball Hall of Fame“ aufgenommen.